# Cyperus capitatus
Cyperus capitatus är en halvgräsart som beskrevs av Domenico Vandelli. Cyperus capitatus ingår i släktet papyrusar, och familjen halvgräs. Inga underarter finns listade i Catalogue of Life.

## Bildgalleri

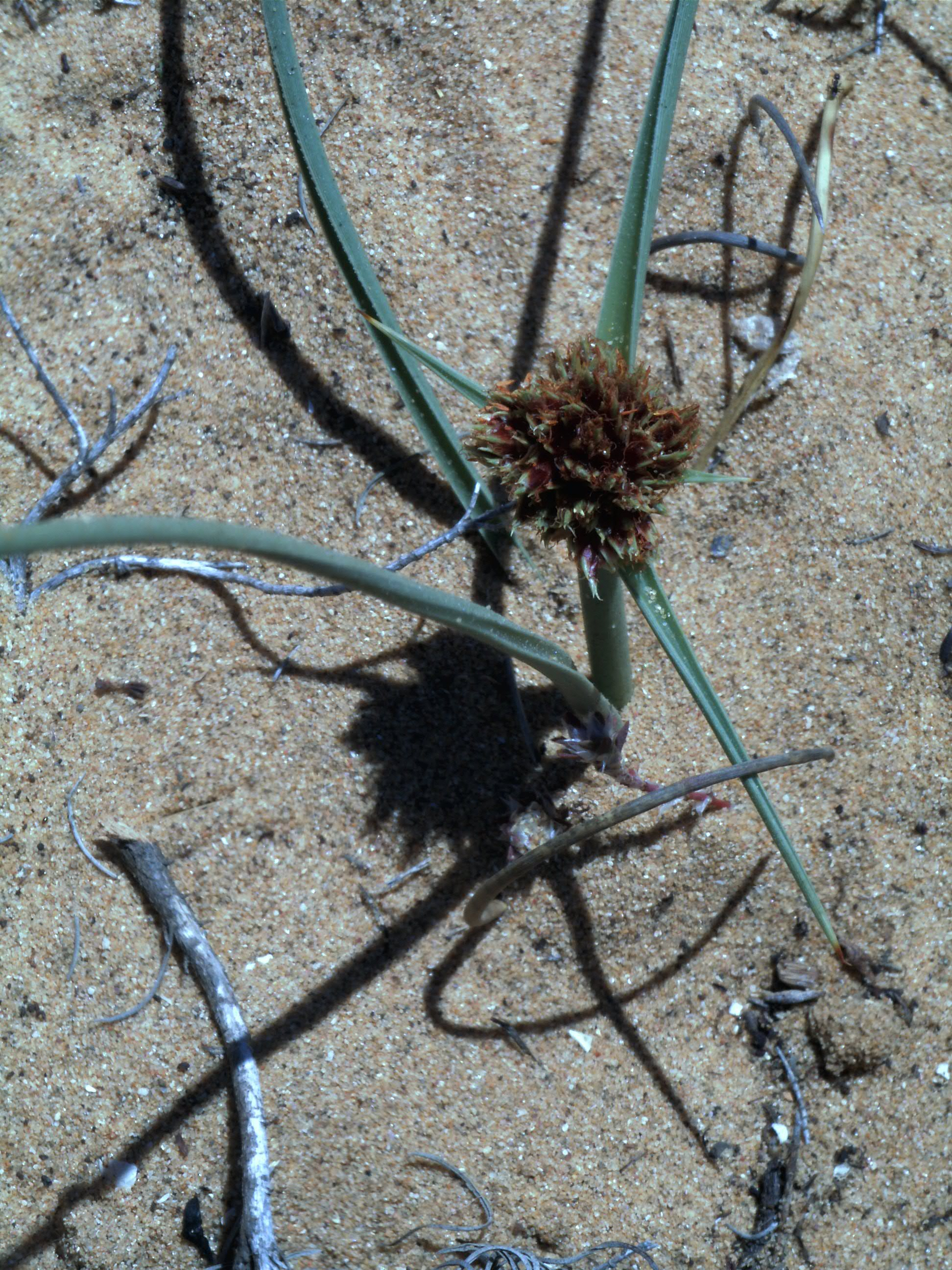
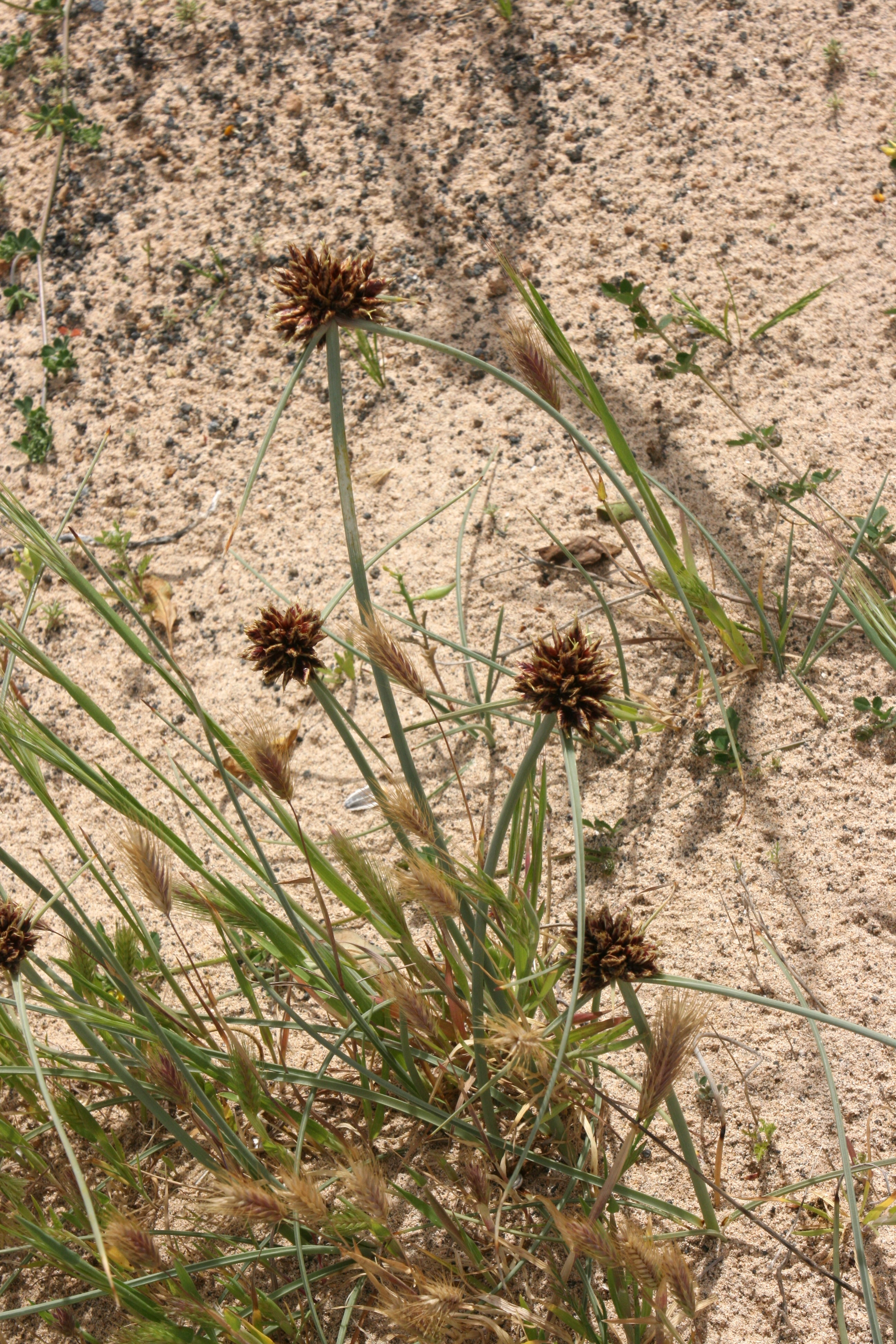
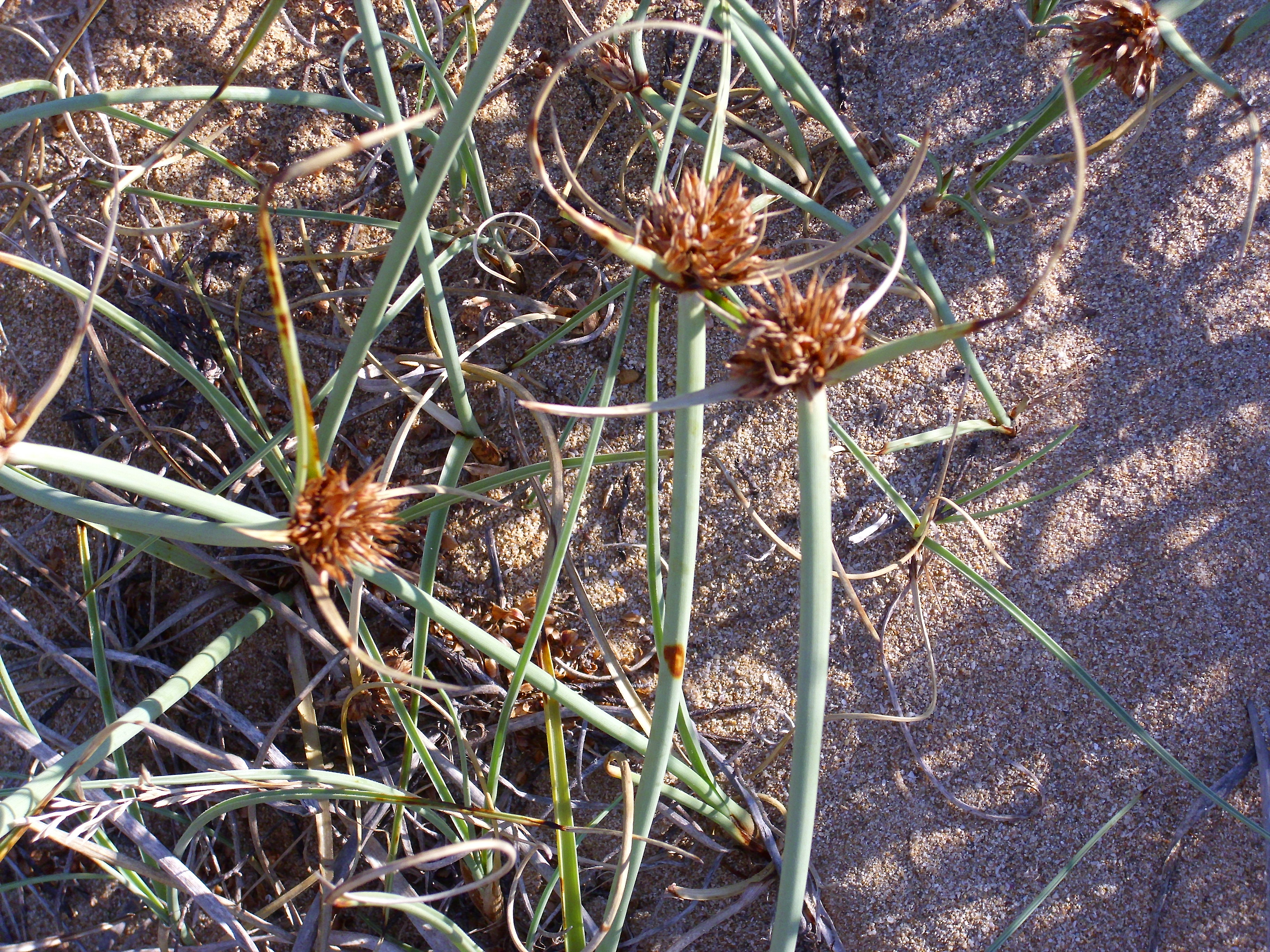
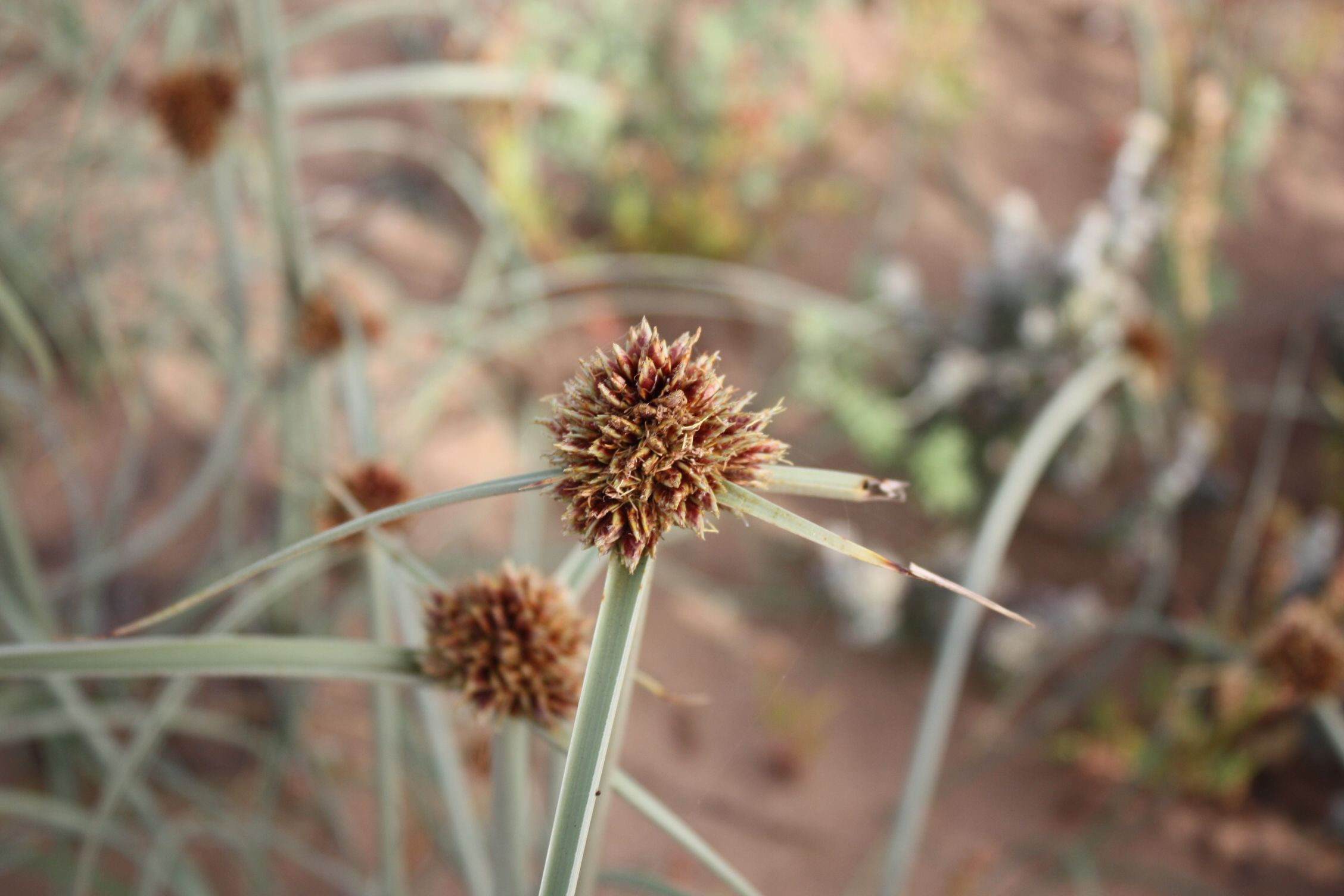
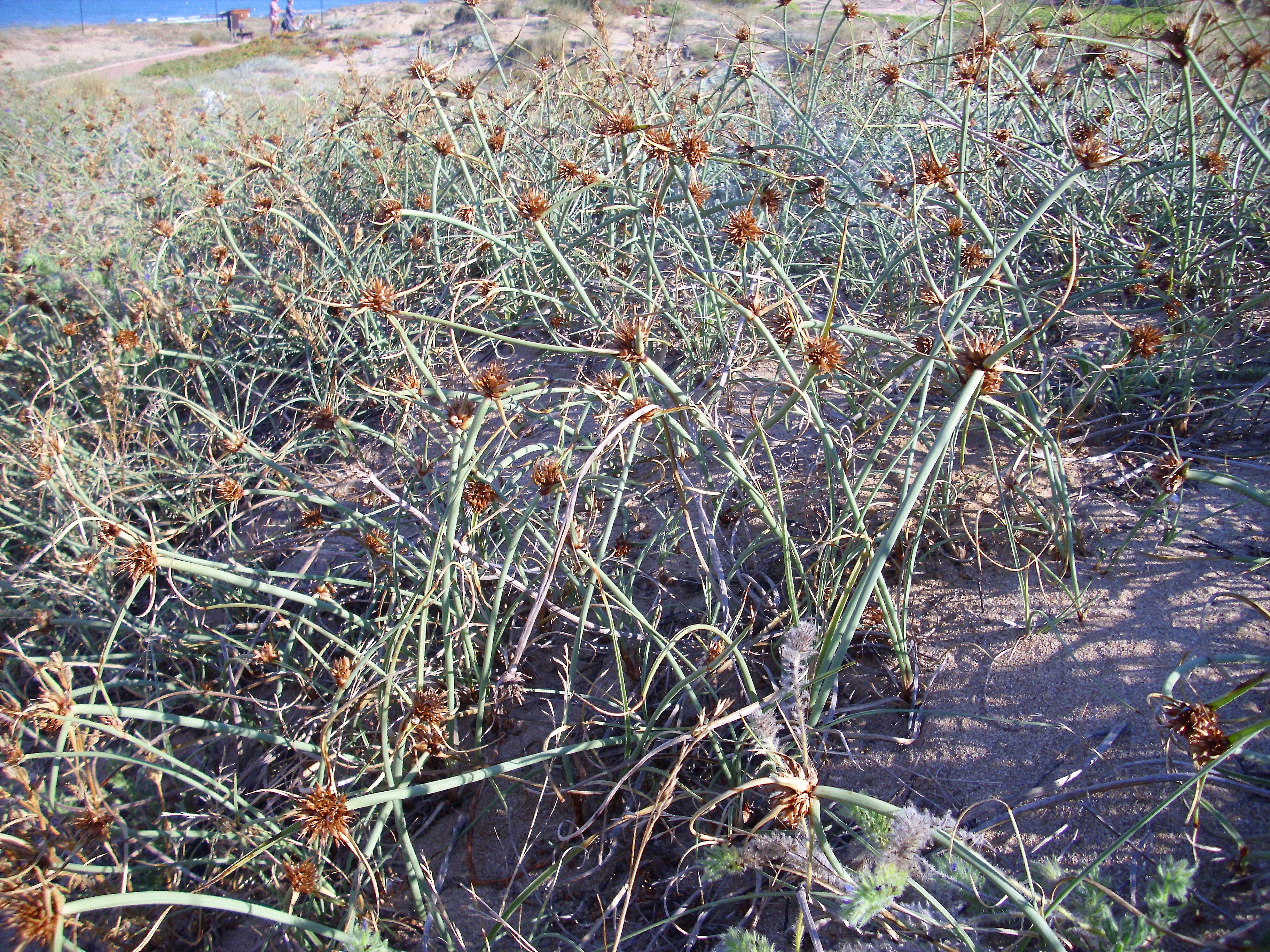